# Sepia tuberculata
Sepia tuberculata (лат.) — вид головоногих моллюсков из семейства Sepiidae. Эндемик юга Африки.
Встречается у берегов Южной Африки от Мелькбосстранда (район недалеко от Кейптауна) до Найсны (на юге). Обитает на мелководье, на глубине до 3 м.
Типовой образец был собран у побережья Южной Африки и хранится в Национальном музее естественной истории в Париже.

## Внешний вид и строение
Длина мантии до 82 мм. Верхняя сторона тела шероховатая, с бугорками различной протяженности. Нижняя сторона тела имеет два железистых участка. Как и все каракатицы, этот вид имеет десять рук, две из которых представляют собой удлиненные щупальца, используемые для ловли добычи. У него узкие плавники, которые увеличивают длину тела.

## Экология
Эта каракатица способна быстро менять цвет. Питается креветками. Она использует свои железистые участки, чтобы цепляться за камни.

## Угрозы
Является жертвой капской бескоготной выдры — хищника-оппортуниста, ловящего любую доступную добычу. Sepia tuberculata часто ловят в прибрежном национальном парке Тситсикама в Южной Африке. Она входит в Красный список видов, находящихся под угрозой исчезновения МСОП, однако считается, что о виде «недостаточно данных», поскольку опубликованной информации о нём очень мало, и поэтому он не может быть помещен в категорию Красного списка. Огромной угрозой для этой каракатицы, как и для многих других головоногих моллюсков, является закисление океана из-за антропогенных выбросов углекислого газа. Было обнаружено, что изменения в химическом составе морской воды увеличивают скорость кальцификации кости у родственника Sepia tuberculata, лекарственной каракатицы. Повышенная кальцификация кости каракатицы оказывает негативное влияние, поскольку влияет на функцию кости как легкой плавучей структуры у каракатиц.
Неизвестно, представляет ли Sepia tuberculata интерес для рыболовства в Южной Африке.

## Добыча
О пищевых предпочтениях этого вида наука знает мало, но известно, что обычно каракатицы питаются креветками. Такие предпочтения проявляются в очень раннем возрасте и предполагается, что добыча креветок в качестве пищи является врожденным поведением.

## Адаптации
Большая часть опубликованных исследований Sepia tuberculata посвящены теме адгезии. Адгезия — обычное явление, которое используется многими растениями и животными, включая головоногих моллюсков, к которым принадлежат каракатицы. Это эффективное сцепление, или то, как растения и животные удерживаются на субстрате. Прилипание головоногих моллюсков обычно происходит с помощью системы давления, включающей использование присосок и щупалец. Sepia — один из таксонов головоногих моллюсков, которые производят химическое вещество, используемое для адгезии; использование этого секрета варьирует в зависимости от каждого конкретного животного. Кроме того, Sepia tuberculata — один из как минимум четырёх видов Sepia, обладающих клейким секретом.
Не было опубликовано никакой информации о том, обладает ли Sepia tuberculata способностью менять цвет/образовать узоры на своем теле, но обыкновенная каракатица Sepia officinalis обладает способностью создавать 13 различных рисунков тела, состоящих из ряда различных хроматических цветов, текстур и движений тела. Изменение рисунка тела в основном используется для маскировки, а конкретные узоры выбираются в зависимости от стратегии, которую каракатица намеревается использовать, будь то яркая окраска или маскировочная расцветка.